# Пересадило, Николай Карпович
Никола́й Ка́рпович Пересади́ло (9 июня 1933, Поповка, Харьковская область — 5 октября 2013, Кислянка, Курганская область) — передовик советского сельского хозяйства, механизатор колхоза имени В. В. Куйбышева Целинного района Курганской области, Герой Социалистического Труда (1982).

## Биография
Николай Карпович Пересадило родился 9 июня 1933 года в крестьянской семье в селе Поповка Поповского сельского совета Миргородского района Харьковской области Украинской ССР, ныне село входит в Комышнянскую поселковую общину (укр. Комишнянська селищна громада) Миргородского района Полтавской области Украины.
После окончания начальной школы стал работать в колхозе. В 1949 году нанялся рабочим в геологоразведочную партию, где освоил работу моториста.
В 1951 году переехал в Целинный район Курганской области, где стал трудиться на маслозаводе в посёлке Кислянка. После обучения на курсах механизаторов стал трактористом в Рачеевской МТС. Активно участвуя в разработке целинных земель, получил право поехать в Москву на Выставку достижений народного хозяйства, где стал медалистом ВДНХ.
С 1958 года работал комбайнёром в колхозе имени Куйбышева Кислянского сельсовета Целинного района.
В 1961 году вступил в КПСС.
В 1969 году Н. К. Пересадило получил звание «Мастер высокой культуры сельскохозяйственного производства», а затем возглавил звено механизаторов. Передав свой опыт молодым работникам, сделал звено передовым. В 1976 году установил рекорд Курганской области, выдав из бункера комбайна вместе со своим помощником 20 400 центнеров зерна. Не менее успешно трудился и в последующие годы.
Указом Президиума Верховного Совета СССР от 12 марта 1982 года Николаю Карповичу Пересадило было присвоено звание Героя Социалистического Труда с вручением ордена Ленина и медали «Серп и Молот».
Участвовал также в общественно-политической работе: был членом колхозного парткома, Курганского обкома КПСС, избирался депутатом Курганского областного Совета народных депутатов.
Проработав в колхозе более сорока лет, вышел на заслуженный отдых. Проживал в селе Кислянка Кислянского сельсовета Целинного района Курганской области, ныне село входит в Целинный муниципальный округ той же области.
Николай Карпович Пересадило умер 5 октября 2013 года <где?>. Похоронен <где?>.

## Награды
- Герой Социалистического Труда, 12 марта 1982 года
  - Орден Ленина
  - Медаль «Серп и Молот»
- Орден Ленина, ещё дважды: 13 декабря 1972 года, 23 декабря 1976 года
- Юбилейная медаль «За доблестный труд. В ознаменование 100-летия со дня рождения Владимира Ильича Ленина», 1970 год
- Медаль «Ветеран труда», 1986 год
- две бронзовые медали ВДНХ, 1968 год, 1970 год
- Почётный гражданин Курганской области, 31 января 2012 года[3][4]
- Почётный гражданин Целинного района, 20 мая 2003 года[5][6]
- Звание «Мастер высокой культуры сельскохозяйственного производства», 1969 год

## Семья
- Жена: Екатерина Архиповна
- Дети: Светлана, Сергей, Виктор